# Пащенко Євген Миколайович
Євге́н Микола́йович Па́щенко (9 вересня 1950, Воркута — 8 травня 2021, Загреб) — український літературознавець і фольклорист. Доктор історичних наук. Професор Загребського університету, один із фундаторів створення кафедри української мови в цьому університеті, її завідувач.

## Біографія
Євген Миколайович Пащенко народився 1950 року у Воркуті. Його майбутнього батька, Миколу Пащенка, засудили до семи років ув'язнення в концтаборах за те, що він, офіцер, потрапив у полон до німців, коли вони захопили Кримський півострів. Його майбутній мамі, Марії Бойко, суд виніс найвищу міру покарання — розстріл за антирадянську діяльність. Смертний вирок замінили на десять років тюрми, оскільки Марія була неповнолітньою. За словами сина, його маму так суворо покарали за те, що вона почула від російського військовополоненого, а потім повторила у своєму селі Козакове Великомихайлівського району Одеської області несподівану «розшифровку» скороченої назви магазинів «Торгсин», створених у СРСР для торгівлі з чужоземцями за валюту: «товарищи, опомнитесь — Россия гибнет, Сталин истребляет народ». Сусідка запам'ятала ті слова і, коли повернулися радянські війська, заявила про антирадянську діяльність Марії Бойко.
Після звільнення з воркутинських концтаборів батьки Євгена поїхали на роботу в Запоріжжя, де мешкали в бараці. Коли Євген закінчив школу, його батьків уже реабілітували. Хлопець вступив на російське відділення філологічного факультету Київського університету. 1970 року третьокурсника Євгена Пащенка, у рамках взаємного обміну між студентами соціалістичних країн, за відрядженням Міністерства вищої освіти УРСР направили на навчання за спеціальністю «філолог-славіст, викладач сербохорватської мови та літератури» до Белградського університету. Через рік навчання в Белграді Євген повернувся до Києва та перевівся з російського відділення філологічного факультету на відділення україністики, але навчання продовжував у Белграді. 1974 року він там закінчив університет. Того ж року в Київському університеті Євген Пащенко заочно отримав кваліфікацію «філолог, викладач української мови та літератури».
1981 року захистив кандидатську дисертацію «Фольклоризм у творчості Владимира Назора».
Від лютого 1989 року Євген Пащенко працював у Київському університеті на кафедрі слов'янської філології. Одночасно з роботою в університеті популяризував Україну за кордоном: у 1990/91 навчальному році він за відрядженням Держосвіти СРСР викладав українську мову в СФРЮ. У лютому 1995 року Пащенка перевели до Міністерства закордонних справ України у зв'язку із виїздом за кордон для роботи у Посольстві України в Хорватії. Працював там першим секретарем.
Перебуваючи на дипломатичній роботі, Євген Пащенко видав за цей час сім книжок про Україну. 1996 року він захистив докторську дисертацію «Українсько-сербські літературні й культурні зв'язки доби бароко XVII–XVIII століть: контакти, типологія, стилістика». У Загребі було надруковано хорватською мовою дослідницьку працю Пащенка «Етногенез і міфологія хорватів у контексті України». Вихід у світ цієї книжки, зокрема, сприяв тому, що в Загребському університеті створили кафедру україністики. Оскільки дипломатична робота приваблювала Пащенка менше, то він прийняв запрошення працювати в Загребському університеті. Там він очолює кафедру української мови. Щороку цю мову вивчає 22 хорватські студенти, які після отримання дипломів працюють викладачами української мови у навчальних закладах Хорватії та перекладачами у сфері туризму, бізнесу.
2008 року Пащенко започаткував серію «Хорватська україніана» (Ucrainiana croatica), в якій станом на початок 2013 року вийшло 11 книжок. Зокрема, було видано хорватською мовою і книжку про Голодомор 1933 року в Україні.

## Твори
- Etnogeneza i mitologija Hrvata u kontekstu Ukrajine, 1999.
- Podrijetlo Hrvata i Ukrajina, 2006.
- Slavist i imperiji. Vatroslav Jagić između Galicije, Malorusije i Ukrajine
- Od Kijeva do Poljica. Tragom prastarih migracija, 2010.
- Ukrajinsko-hrvatske književne poredbe, 2010.